# Phasia emdeni
Phasia emdeni is een vliegensoort uit de familie van de sluipvliegen (Tachinidae). De wetenschappelijke naam van de soort is voor het eerst geldig gepubliceerd in 1970 door de Poolse dipteroloog Agnieszka Draber-Mońko (1931–2018).